# 师咏勇
师咏勇，中国教育部长江学者特聘教授，上海交通大学教授、博士生导师，主要从事人类复杂性状遗传学研究。

## 生平
2001年获上海交通大学学士学位，2006年获该校博士学位。现任上海交通大学生物医学工程学院课题组长、博士生导师。

## 社会兼职
- 中国遗传学会青年委员会委员
- 中国上海市遗传学会理事